# William Deverell
Pour les articles homonymes, voir Deverell.
William Deverell, né le 4 mars 1937 à Regina, en Saskatchewan, est un écrivain et un avocat canadien, auteur de roman policier et de roman judiciaire.

## Biographie
Il fait des études de droit à l'université de la Saskatchewan. Il exerce pendant vingt ans la profession d'avocat. Il est le fondateur et directeur honoraire du British Columbia Civil Liberties Association. Au début des années 1990, il est, pendant deux ans, professeur invité au département de création littéraire à l'université de Victoria. En 1994 et en 1999, il est président de la Writers' Union of Canada (en) et en a été nommé membre à vie.
En 1979, il publie son premier roman, Needles. En 1984, il commence une série Pomeroy and Partners, où il met en scène les mésaventures d'un cabinet d'avocats à Vancouver.
En 1997, il fait paraître Trial of Passion, roman grâce auquel il est lauréat du prix Hammett 1997 et du prix Arthur-Ellis 1998 du meilleur roman. Il remporte à nouveau ce prix en 2006 avec April Fool, paru en 2005. Ces deux romans font partie d'une série consacrée à Arthur Beauchamp, un avocat à la retraite devenu un agriculteur amateur dans le parc provincial Garibaldi en Colombie-Britannique .

## Œuvre

### Romans

#### SériePomeroy and Partners
- The Dance of Shiva (1984)
- Kill All the Lawyers (1994)

#### SérieArthur Beauchamp
- Trial of Passion (1997)
- April Fool (2005)
- Kill All the Judges (2008)
- Snow Job (2009)
- I'll See You in My Dreams (2011)
- Sing a Worried Song (2015)
- Whipped (2017)
- Stung (2021)

#### Autres romans
- Needles (1979)
- High Crimes (1981)
- Mecca (1983)
- Platinum Blues (1988)
- Mindfield (1989)
- Fatal Cruise (1992)
- Street Legal - The Betrayal (1995)
- Slander (1999)
- The Laughing Falcon (2001)
- Mind Games (2003)

### Autre ouvrage
- A Life on Trial: The Case of Robert Frisbee (2002)

## Filmographie

### En tant qu'auteur adapté
- 1989 : Mindfield, film canadien réalisé par Jean-Claude Lord, adaptation du roman éponyme

### En tant que créateur de série télévisée
- 1987 à 1988 : Street Legal, série télévisée canadienne

### En tant que scénariste pour la télévision
- 1985 : Shellgame, téléfilm canadien réalisé par Peter Yalden-Thompson

## Prix et distinctions

### Prix
- Prix Arthur-Ellis 1998 du meilleur roman pour Trial of Passion[2]
- Prix Hammett 1997 pour Trial of Passion[3]
- Prix Arthur-Ellis 2006 du meilleur roman pour April Fool[2]

### Nominations
- Prix Arthur-Ellis 1984 du meilleur roman pour Mecca[2]
- Prix Arthur-Ellis 1985 du meilleur roman pour The Dance of Shiva[2]
- Prix Arthur-Ellis 1989 du meilleur roman pour Platinum Blues[2]
- Prix Arthur-Ellis 1990 du meilleur roman pour Mindfield[2]
- Prix Arthur-Ellis 1996 du meilleur roman pour Street Legal - The Betrayal[2]
- Prix Arthur-Ellis 2000 du meilleur roman pour Slander[2]
- Prix Arthur-Ellis 2002 du meilleur roman pour The Laughing Falcon[2]
- Stephen Leacock Memorial Medal for Humour (en) 2009 pour Kill All the Judges[4]
- Stephen Leacock Memorial Medal for Humour 2010 pour Snow Job[4]
- Prix Arthur-Ellis 2012 du meilleur roman pour I'll See You in My Dreams[2]